# 2011 World Tour
2011 World Tour – dziewiąta trasa koncertowa grupy muzycznej Roxette, w jej trakcie odbyło się siedemdziesiąt koncertów.
1. 28 lutego 2011 – Kazań, Rosja – Tatneft Arena
2. 3 marca 2011 – Samara, Rosja – Palace of Sports
3. 5 marca 2011 – Jekaterynburg, Rosja – Palace of Sports
4. 7 marca 2011 – Nowosybirsk, Rosja – Siberia Arena
5. 10 marca 2011 – Kijów, Ukraina – Exhibition Center
6. 12 marca 2011 – Mińsk, Białoruś – Minsk Arena
7. 14 marca 2011 – Wilno, Litwa – Siemens Arena
8. 16 marca 2011 – Ryga, Łotwa – Arēna Rīga
9. 2 kwietnia 2011 – Montevideo, Urugwaj – Montevideo Velodromo
10. 4 kwietnia 2011 – Buenos Aires, Argentyna – Luna Park
11. 5 kwietnia 2011 – Buenos Aires, Argentyna – Luna Park
12. 7 kwietnia 2011 – Córdoba, Argentyna – Córdoba Orfeo
13. 9 kwietnia 2011 – Santiago, Chile – Movistar Arena
14. 12 kwietnia 2011 – Porto Alegre, Brazylia – Pepsi on Stage
15. 14 kwietnia 2011 – São Paulo, Brazylia – Credicard Hall
16. 16 kwietnia 2011 – Rio de Janeiro, Brazylia – Citibank Hall
17. 17 kwietnia 2011 – Belo Horizonte, Brazylia – Credicard Hall
18. 8 maja 2011 – Kapsztad, Afryka Południowa – Grand Arena
19. 10 maja 2011 – Kapsztad, Afryka Południowa – Grand Arena
20. 11 maja 2011 – Kapsztad, Afryka Południowa – Grand Arena
21. 13 maja 2011 – Sun City, Afryka Południowa – Sun City Superbowl
22. 14 maja 2011 – Sun City, Afryka Południowa – Sun City Superbowl
23. 15 maja 2011 – Sun City, Afryka Południowa – Sun City Superbowl
24. 17 maja 2011 – Sun City, Afryka Południowa – Sun City Superbowl
25. 20 maja 2011 – Dubaj, Zjednoczone Emiraty Arabskie – World Trade Center
26. 25 maja 2011 – Stambuł, Turcja – Maçka Küçuftlik Park
27. 27 maja 2011 – Ateny, Grecja – Terra Vibe Park
28. 29 maja 2011 – Sofia, Bułgaria – Stadion Georgiego Asparuchowa
29. 30 maja 2011 – Bukareszt, Rumunia – Zone Arena
30. 3 czerwca 2011 – Graz, Austria – See Rock Festival
31. 6 czerwca 2011 – Koszyce, Słowacja – Steel Arena
32. 9 czerwca 2011 – Bergen, Norwegia – Plenen
33. 11 czerwca 2011 – Berlin, Niemcy – Cytadela w Berlinie
34. 12 czerwca 2011 – Oberursel, Niemcy – Hessentag
35. 15 czerwca 2011 – Lipsk, Niemcy – Völkerschlachtsdenkmal
36. 16 czerwca 2011 – Kolonia, Niemcy – Tanzbrunnen
37. 19 czerwca 2011 – Warszawa, Polska – Hala Torwar
38. 24 czerwca 2011 – Neckarsulm, Niemcy – Audi Werksgerlände
39. 25 czerwca 2011 – Ingolstadt, Niemcy – Audi Sportspark
40. 27 czerwca 2011 – Ostrawa, Czechy – ČEZ Arena
41. 7 lipca 2011 – Stavern, Norwegia – Stavern Festival
42. 9 lipca 2011 – Weert, Holandia – Bospop Festival
43. 14 lipca 2011 – Locarno, Szwajcaria – Moon and Stars Festival
44. 16 lipca 2011 – Pargas, Finlandia – Nordkalks Dagbrot
45. 18 lipca 2011 – Tallinn, Estonia – Saku Suurhal
46. 22 lipca 2011 – Kopenhaga, Dania – Tivoli Park
47. 24 lipca 2011 – Göteborg, Szwecja – Slottskogsvallen
48. 29 lipca 2011 – Haugesund, Norwegia – Rådhusplassen
49. 31 lipca 2011 – Tienen, Belgia – Suikerrock Festival
50. 1 września 2011 – Tromsø, Norwegia – Døngvillfestivalen
51. 13 października 2011 – Hanower, Niemcy – TUI Arena
52. 14 października 2011 – Halle, Niemcy – Gerry Weber Arena
53. 16 października 2011 – Mannheim, Niemcy – SAP Arena
54. 17 października 2011 – Stuttgart, Niemcy – Schleyerhalle
55. 19 października 2011 – Oberhausen, Niemcy – König-Pilsener Arena
56. 22 października 2011 – Tel Awiw, Izrael – Exhibition Ground
57. 24 października 2011 – Berlin, Niemcy – O2 World
58. 25 października 2011 – Hamburg, Niemcy – O2 World
59. 27 października 2011 – Norymberga, Niemcy – Arena Nürnberg
60. 30 października 2011 – Genewa, Szwajcaria – SEG Geneva Arena
61. 31 października 2011 – Zurych, Szwajcaria – Hallenstadion
62. 3 listopada 2011 – Sztokholm, Szwecja – Ericsson Globe
63. 4 listopada 2011 – Malmö, Szwecja – Malmö Arena
64. 5 listopada 2011 – Horsens, Dania – Forum Horsens
65. 8 listopada 2011 – Helsinki, Finlandia – Hartwall Arena
66. 15 listopada 2011 – Londyn, Anglia – Wembley Arena
67. 18 listopada 2011 – Madryt, Hiszpania – Palacio Vistalegre
68. 19 listopada 2011 – Barcelona, Hiszpania – Palau Sant Jordi
69. 1 grudnia 2011 – Moskwa, Rosja – Crocus City Hall
70. 3 grudnia 2011 – Sankt Petersburg, Rosja – New Arena